# Osgiliath
Osgiliath (que significa «fortaleza de las estrellas») es una ciudad fortaleza ficticia creada por el escritor británico J. R. R. Tolkien para ambientar parte de las historias de su legendarium que se desarrollan en el ficticio continente llamado Tierra Media. Osgiliath es la antigua capital del reino de Gondor. Se cree que en su momento de esplendor superó ligeramente los doscientos mil habitantes.

## Etimología y significado del nombre
Osgiliath significa en sindarin ‘fortaleza de las estrellas’, pues se forma con las raíces os- u ost-, que significa ‘fortaleza’ y giliath, el plural de ‘estrella’. Su pronunciación es Osˈɡiljaθ.

## Ubicación
Osgiliath se encuentra al este de Minas Tirith , al oeste de Minas Ithil, al sur de la isla fluvial de Cair Andros y al norte de las colinas de Emyn Arnen. Estaba dividida por el río Anduin y las dos partes de la ciudad estaban unidas por un puente de piedra, cubierto por casas. Por el pasaba la Calzada de Osgiliath, que la comunicaba con Minas Tirith  y con Minas Ithil. Como ciudad fluvial disponía de varios muelles. Cerca de la salida occidental de la ciudad se levanta el Rammas Echor, un gran muro que protege los campos de Pelennor de posibles incursiones del cercano Mordor.

## Historia ficticia
Según la historia ideada por Tolkien, Osgiliath fue fundada entre el año 3320 y 3429 de la Segunda Edad del Sol según el calendario de la Tierra Media por los hombres de Númenor, habitantes de una legendaria isla perdida. 
Osgiliath era un punto central entre Minas Anor, - que acabaría siendo capital de Gondor con el nombre de Minas Tirith - y Minas Ithil, que sería conquistada por Sauron y rebautizada como Minas Morgul. 
En Osgiliath se encontraba el trono compartido por los reyes Isildur y Anárion, en el palacio conocido como Torre de la Bóveda, ubicado en el centro de la ciudad. En dicho recinto se encontraba el Árbol Blanco de Númenor, símbolo sagrado para el reino de Gondor; así como guardaba la principal de las Palantir, esferas mágicas con capacidad vidente. 
Tras la caída de Minas Ithil, seguida de la Lucha entre Parientes y una plaga, en 1640 T. E., empezó a decaer y fue perdiendo importancia, mientras Minas Tirith la ganaba, terminando por convertirse en capital del reino.
Fue atacada varias veces en el transcurso de la Tercera Edad. El puente sobre el río fue destruido y reconstruido en varias ocasiones, hasta que en el 2984 el senescal Denethor II reconquista la plaza, estableciendo una fuerte guarnición que reconstruye el puente.
En la época de la Guerra del Anillo, Gondor conservaba un puesto en las ruinas de Osgiliath para defender en posición estrategia la capital de su época Minas Tirith tanto Boromir como Faramir lucharon con valentía en su defensa. Tras la incorporación de Boromir en la comunidad del anillo, Faramir fue encargado con la misión de defender Osgiliath. Aun después de un largo periodo de defensa exitosa contra las incursiones de orcos que pululaban desde Minas Morgul, una emboscada por parte de las fuerzas de Mordor (Causada en gran parte, porque se esperaba el arribo de esta fuerza de ataque por el norte de la ciudad, y en vez de esto, las tropas de Mordor llegaron por el Anduin), barrió casi por completo con la guarnición de soldados de Gondor (unos 6.000 soldados y 300 montaraces) que defendía la ciudad.
Un infructuoso intento de retoma de la ciudad fue llevado a cabo por Faramir, capitaneando una escuadra de soldados. Esta acción, fruto de la necedad de Denethor, costó la vida de toda la fuerza de ataque que llevó a cabo la acción, y aún más, casi le cuesta la vida al propio Faramir.
Las huestes de Sauron cruzan el Anduin sin descanso durante tres días. Su destino es Minas Tirith, en la que se conocerá como Batalla de los Campos de Pelennor. Los ejércitos de la sombra, capitaneados por el Rey Brujo, son derrotados finalmente, no sin causar grandes bajas en los ejércitos de Gondor y sus aliados, siendo Osgiliath paso para las tropas derrotadas de Mordor que destrozan los puentes en su retirada. El 18 de marzo, una vez reconstruidos los puentes, los ejércitos de Gondor, Rohan y los pueblos libres de la  Tierra Media  cruzan Osgiliath con destino a la Puerta Negra de Mordor.
Tras la coronación de Aragorn en mayo de 3019 T. E., la ciudad vuelve a ser repoblada y reconstruida en su totalidad.